# Disketa
Disketa je zunanji spominski medij, ki se imenuje tudi gibki oz. mehki disk. Disketa je lahek upogljiv disk, zaprt v plastičen ovitek. Tako po velikosti kot po zmogljivosti so diskete mnogo manjše od trdih diskov. Veliki so bodisi 5,25 palca (13,13 cm) bodisi 3,5 palca (8,8 cm). Nanje lahko običajno shranimo od 0,5 do 2 megabajta podatkov. Diskete so poceni in dovolj lahke, da jih lahko pošiljamo po pošti, imajo pa manjše hitrosti dostopa in manjše kapacitete kot trdi diski. Način zapisa podatkov je tako kot pri trdih diskih magnetni.
Diskete so bile med sedemdesetimi in devetdesetimi leti najbolj razširjen tip prenosnega medija, ki pa so ga zaradi občutljivosti in potreb po shranjevanju večjih količin podatkov že skoraj popolnoma nadomestili optični mediji in Flash pomnilnik. Kljub temu nekateri sodobni operacijski sistemi pri inštalaciji še vedno zahtevajo podatke z diskete za prenos določenih podatkov (npr. zunanjih gonilnikov za Windows XP), sama disketa pa ostaja sinonim za shranjevanje podatkov (npr. v obliki ikone v uporabniških vmesnikih večine pisarniških programov).